# 九龍巴士89線
九龍巴士89線是香港一條巴士路線，每天清晨至午夜提供服務，來往瀝源及觀塘（翠屏北邨），途經沙田市中心、獅子山隧道、黃大仙、鑽石山、牛頭角及觀塘市中心，是沙田新市鎮首條開辦的對外巴士路線。

## 歷史
- 1975年12月16日：配合瀝源邨落成入伙而開辦，來往觀塘（裕民坊）及瀝源。
- 1982年5月31日：紅梅谷路全線通車，改經紅梅谷。
- 1982年7月24日：由觀塘（裕民坊）巴士總站遷往新落成的觀塘（月華街）巴士總站。
- 1982年11月24日：繞經沙角街，服務沙角邨、乙明邨。
- 1983年8月7日：89A線（圓洲角↔觀塘碼頭）開辦，取消途經沙角街及紅梅谷路。[3][4]
- 1985年8月5日：改經沙田市中心，取消途經大涌橋路。
- 1992年8月3日：增設空調巴士服務。
- 2006年5月25日：改為全線空調服務。
- 2009年8月9日：配合觀塘市中心重建項目進度，由觀塘（月華街）遷往觀塘鐵路站巴士總站擴建部份（通往翠屏道），往瀝源方向於和樂邨增設分站。
- 2010年10月18日：往瀝源方向於翠屏邨翠柏樓增設分站。
- 2015年6月27日：增設到站時間預報。[5]
- 2023年2月12日：配合觀塘站巴士總站工程，觀塘總站遷往翠屏道「翠屏邨翠柏樓」，往觀塘方向加停翠屏道「觀塘游泳池」站 [6]。
- 2024年10月28日：往瀝源方向增設翠屏道「寶珮苑」站。

## 服務時間及班次
| 瀝源開           | 瀝源開      | 瀝源開       | 觀塘（翠屏北邨）開 | 觀塘（翠屏北邨）開 | 觀塘（翠屏北邨）開 |
| 日期             | 服務時間    | 班次（分鐘） | 日期               | 服務時間           | 班次（分鐘）       |
| ---------------- | ----------- | ------------ | ------------------ | ------------------ | ------------------ |
| 星期一至五       | 05:30-06:30 | 20           | 星期一至五         | 05:30-06:10        | 20                 |
| 星期一至五       | 06:30-07:00 | 15           | 星期一至五         | 06:10-09:10        | 15                 |
| 星期一至五       | 07:00-08:00 | 12           | 星期一至五         | 09:10-15:25        | 25                 |
| 星期一至五       | 08:00-09:00 | 15           | 星期一至五         | 15:25-16:25        | 20                 |
| 星期一至五       | 09:00-14:00 | 25           | 星期一至五         | 16:25-19:55        | 15                 |
| 星期一至五       | 14:00-15:20 | 20           | 星期一至五         | 19:55-22:15        | 20                 |
| 星期一至五       | 15:20-19:20 | 15           | 星期一至五         | 22:15-00:20        | 25                 |
| 星期一至五       | 19:20-20:00 | 20           |                    |                    |                    |
| 星期一至五       | 20:00-23:20 | 25           |                    |                    |                    |
| 星期一至五       | 23:20-00:20 | 30           |                    |                    |                    |
| 星期六           | 05:30-10:30 | 25           | 星期六             | 05:30-11:30        | 20                 |
| 星期六           | 10:30-11:30 | 20           | 星期六             | 11:30-18:45        | 15                 |
| 星期六           | 11:30-18:30 | 15           | 星期六             | 18:45-23:05        | 20                 |
| 星期六           | 18:30-21:50 | 20           | 星期六             | 23:05-00:20        | 25                 |
| 星期六           | 21:50-00:20 | 25           |                    |                    |                    |
| 星期日及公眾假期 | 05:30-09:40 | 25           | 星期日及公眾假期   | 05:30-06:45        | 25                 |
| 星期日及公眾假期 | 09:40-15:00 | 20           | 星期日及公眾假期   | 06:45-10:45        | 20                 |
| 星期日及公眾假期 | 15:00-22:00 | 15           | 星期日及公眾假期   | 10:45-13:00        | 15                 |
| 星期日及公眾假期 | 22:00-22:40 | 20           | 星期日及公眾假期   | 13:00-17:00        | 20                 |
| 星期日及公眾假期 | 22:40-00:20 | 25           | 星期日及公眾假期   | 17:00-18:15        | 15                 |
|                  |             |              | 星期日及公眾假期   | 18:15-18:55        | 20                 |
| 18:55-00:20      | 25          |              | 星期日及公眾假期   |                    |                    |

## 收費
全程：$7.5
- 過獅子山隧道後往觀塘（翠屏北邨）：$7.1
- 過獅子山隧道後往瀝源：$6.4
- 沙田市中心往瀝源：$5.0

| - 本線設有12歲以下小童及65歲或以上長者半價優惠。 - 65歲或以上香港居民使用「樂悠咭」，以及12歲以下合資格殘疾兒童使用「殘疾人士身份」個人八達通繳付車資，均可享有每程$2.0或半價（以較低者為準）的票價優惠；12至64歲合資格殘疾人士使用「殘疾人士身份」個人八達通（包括「樂悠咭」），以及60至64歲香港居民使用「樂悠咭」繳付車資，均可享有每程$2.0或全費（以較低者為準）的票價優惠。 - 65歲或以上長者如使用長者或一般個人八達通繳付車資，則只可享有半價優惠；12至64歲合資格殘疾人士如不使用「殘疾人士身份」個人八達通，以及60至64歲人士如不使用「樂悠咭」繳付車資，必須繳付全費。 - 乘客可以現金或八達通於上車時付款，不設找續。 - 每位成人乘客可免費攜帶最多兩名4歲以下而不佔座位的兒童乘客乘車，超額之4歲以下小童必須繳付小童車費乘車。 - 持有「九巴月票」之乘客在車票有效期內，每日可享最多10程任何九龍巴士及龍運巴士路線（包括本路線，以及聯營路線的九龍巴士／龍運巴士提供的班次；惟乘搭機場「A」及「NA」線則可享原價二七折優惠（不會計算每天10次合資格車程））；而B1線則每日可享最多各2程（不會計算每天10次合資格車程）。 - 九龍巴士、城巴、龍運巴士及陽光巴士全職員工及家屬（不包括外判職員）可免費乘搭本路線，惟必須拍職員或職員家屬八達通。 - 乘客亦可透過多元化電子支付系統（e度嘟）繳付車資，包括使用非接觸式VISA卡、JCB卡、萬事達卡、銀聯卡、美國運通、大來國際、Discover Card、Apple Pay、Google Pay、Samsung Pay、AlipayHK「易乘碼」、支付寶、WeChatHK／微信支付「搭車碼」、銀聯雲閃付「乘車碼」及BOC Pay「乘車碼」。乘客使用此付款方式，使用此支付方式的乘客可享有中途下車之分段收費，以及與其他九巴／龍運獨營路線或聯營線九巴／龍運班次之轉乘優惠，惟不適用於與非九巴／龍運路線之轉乘優惠，亦不能享有「公共交通費用補貼計劃」及「長者及合資格殘疾人士公共交通票價優惠計劃」。 |

### 八達通轉乘優惠
乘客登上本線後90分鐘內以同一張八達通卡轉乘以下路線，或從以下路線登車後90分鐘內以同一張八達通卡轉乘本線，次程可獲車資折扣優惠：
| 第一程／第二程路線 | 第二程優惠車資              | 時限    |
| --- | --------------------------- | ------- |
| 72X、74A、80／80A／80P、81C／281B／281X、 85、85A、85B、86、86A、86C、87B、87C／87D／87E、 89、89B、270A／270C、271／271B／271P、281A | 成人：$4.2 小童／長者：$2.1 | 150分鐘 |

注意事項：

- 乘客可於各個可接駁第二程路線的巴士站轉車。
- 轉乘優惠不適用於轉乘同一路線或用"/"劃分的組別之路線。

官方網頁：請按此
89←→沙田區內路線，次程可獲$4.2折扣優惠
- 89往瀝源 → 81K任何方向、88K任何方向、282往新田圍、285往駿洋邨或288(A)往水泉澳
- 81K任何方向、88K任何方向、282/285/288(A)往沙田市中心 → 89往觀塘

89←→九龍市區路線，次程可獲$4.2折扣優惠
- 89往觀塘 → 2F/3C往慈雲山、3M、13M往寶達、14B、16M、23M、28M、29M、211往翠竹花園、214往油塘
- 2F往長沙灣、3C往中港碼頭、3M任何方向、13M、14B、16M、23M、28B、29M、211往黃大仙、214往長沙灣 → 89往瀝源

89←→14X
- 89往觀塘 → 14X往鯉魚門，次程可獲$4.4折扣優惠
- 14X往尖沙咀 → 89往瀝源，次程可獲$7.4折扣優惠

89←→將軍澳／西貢／清水灣路線，次程可獲$4.2折扣優惠
- 89往觀塘 → 91、91M/91P、92、98、98A、290(A)、290E、290X、296A往將軍澳／西貢／清水灣
- 91、91M/91P、92、98、98A、290(A/X)、296A往九龍 → 89往瀝源

## 使用車輛
本線使用11輛富豪B9TL 12米（1輛AVBE及10輛AVBWU）及3輛亞歷山大丹尼士Enviro 500 MMC 12米（ATENU）空調巴士。
| 車隊編號  | 車牌   |
| --------- | ------ |
| AVBE65    | NC5293 |
| AVBWU68   | PV3324 |
| AVBWU90   | PV8783 |
| AVBWU101  | PW2550 |
| AVBWU151  | PX8835 |
| AVBWU265  | RJ5671 |
| AVBWU275  | RJ7502 |
| ATENU253  | SN9117 |
| ATENU1682 | ST3069 |
| ATENU320  | SW6319 |
| AVBWU547  | UW 170 |
| AVBWU644  | UZ9070 |
| AVBWU668  | VB2958 |
| AVBWU761  | VG6605 |

## 行車路線
瀝源開經：瀝源街、禾輋街、源禾路、擔桿莆街、沙田正街、白鶴汀街、沙田正街、獅子山隧道公路、獅子山隧道、龍翔道、大磡道、龍翔道、天橋、觀塘道、牛頭角道、康寧道、物華街、協和街、觀塘道及翠屏道。
觀塘（翠屏北邨）開經：翠屏道、協和街、同仁街、裕民坊、康寧道、牛頭角道、觀塘道、天橋、龍翔道、獅子山隧道、獅子山隧道公路、沙田正街、沙田市中心巴士總站、沙田正街、橫壆街、源禾路、禾輋街及瀝源邨通道。

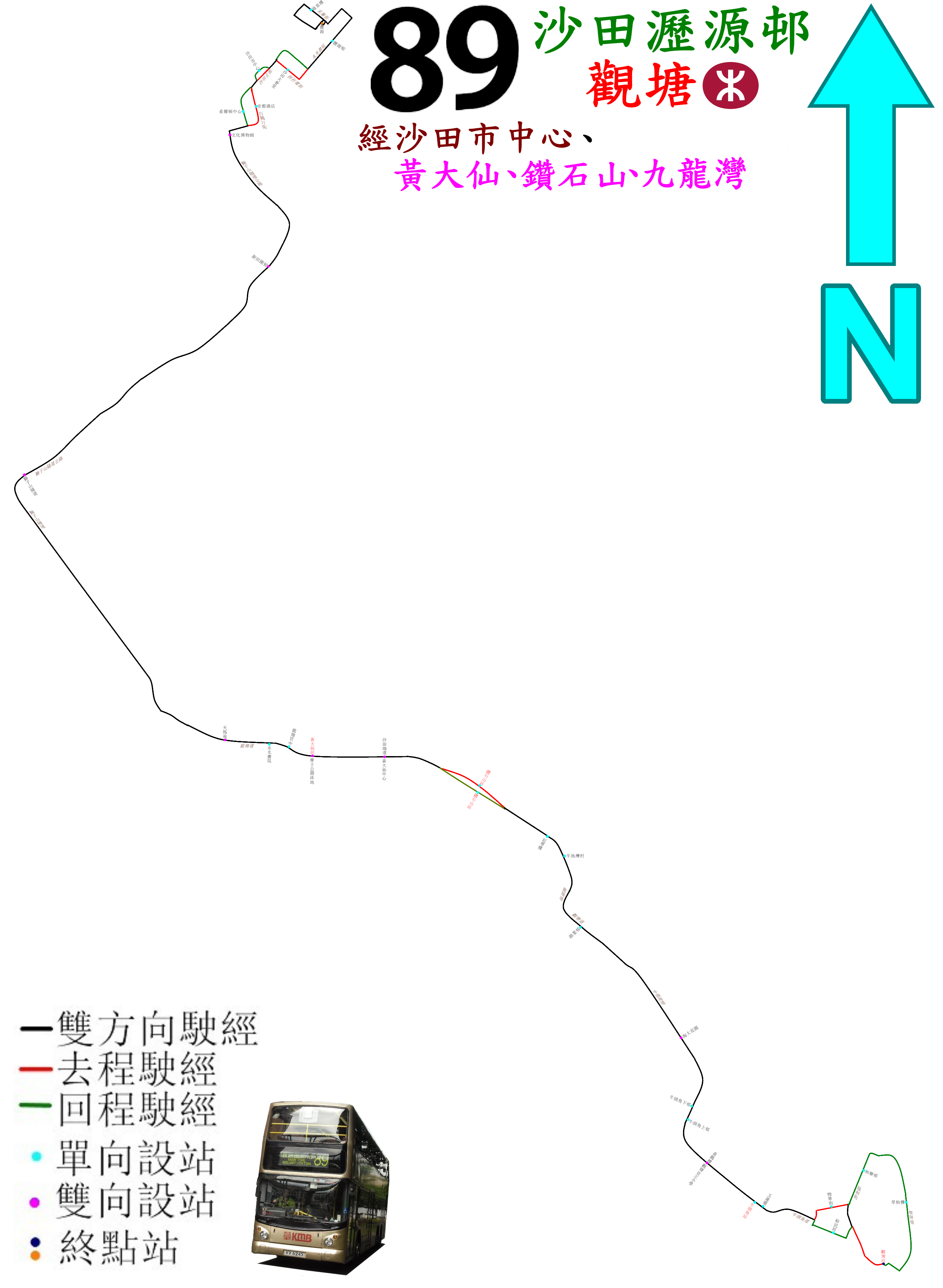
本線的走線圖

具體停站請參考資訊框

## 客量
初期以服務沙田新市鎮包括瀝源邨、禾輋邨、沙角邨等屋邨居民來往九龍東為主。開辦約8年起，沙田各社區對來往九龍東的交通需求激增，九巴增辦了多條路線，而本線亦配合市中心落成而改經該處，但因市中心發展只屬初步階段，本線客量未如途經沙角邨、新翠邨、大圍等人口密集社區來往九龍東的巴士路線般暴增。
隨着沙田市中心的主體新城市廣場經營日善，以及周邊的私人住宅分階段落成，對本線的通勤需求也日增。此外，新城市廣場憑嶄新的市場定位，吸引到不少來自九龍市區的居民前來消遣，貴為接收九龍東居民為主的新市鎮，自然令來往兩地的交通需求增加，除了利用地下鐵路轉乘九廣鐵路，本線實為不二之選。
1980年代末，本線客量穩步上升。預視將來可能增加的客量，適逢大老山隧道於1991年中通車，九巴重組來往沙田與九龍東的巴士路線時，增設了一條途經該隧道的89X線，起訖點為沙田火車站，以減低本線來自沙田市中心的客量帶來的壓力。
89X線源自大老山隧道通車前的89A線，主要服務沙田第一城和圓洲角來往觀塘的乘客，前者的沙田區總站設於沙田火車站，有助它成為本線以外來往市中心和瀝源邨的選擇。故此，九巴刻意把89X線打造成本線的特快路線，但很快就被乘客致函報章反映意見，以「特快」為名的89X線為何跟89線同樣途經車程較慢的牛頭角道，且在沙田區也同樣服務瀝源邨和市中心一帶。其後，九巴順應民意將89X線改經觀塘道和大涌橋路，而牛頭角道和源禾路沿線乘客則可繼續利用本線。然而，89X線主要提供圓洲角及沙田第一城直接往返彩虹至觀塘服務，本線則主要服務黃大仙及鑽石山往返沙田市中心的乘客，所以乘客大致認為89線整體上比89X線快。
1990年代起，本線客量平穩上升，九巴開始加派三軸和空調巴士來提升載客量，成為沙田區首批加入空調服務的非空調路線。可是，上班時間的客量始終不及其他純通勤路線，故以兩軸巴士為主的派車格局，至年代中期才出現較明顯的變化。與此同時，本線非繁忙時段的客量增長進入高峯期，主要由黃大仙區屋邨重建和鑽石山的房屋和商業發展帶動人口增長，以及來往沙田市中心的時間較短有關。
本線服務範圍涵蓋高密度住宅和地標性消閒熱點，前者如瀝源／禾輋、沙田市中心、新田圍、橫頭磡、黃大仙、鑽石山、彩虹邨、牛頭角、觀塘市中心及其周邊社區，後者有新城市廣場、香港文化博物館、黃大仙祠、荷里活廣場、德福廣場、淘大商場、觀塘裕民坊、apm等，加上沙田、新蒲崗和觀塘分別也有工、商業發展，故每日客量高峯期與一般新界路線有很大差別。例如在平日早上的上班繁忙時段，本線就能騰出車輛予過海隧道巴士302線使用；平日傍晚繁忙時段和假日中午及下午則盡用所有派車，以維持較頻密的班次。
本線在2000年代換入更多新型號巴士後，縮短了整體行車時間；大老山隧道分擔了來往九龍東與新界東的車流量，對獅子山隧道的交通起了正面影響。同時，本線先後成為5組八達通巴士轉乘計劃的成員，轉乘優惠遍及北區、大埔、沙田、西貢、將軍澳和九龍市區，當中九龍東的優惠更能深入各個小社區，亦對往返火炭工業區的上班人士，供給乘搭本線的誘因。
觀塘市中心重建項目於2009年中正式啟動，本線九龍區起訖點由觀塘月華街遷往觀塘站（新的擴建巴士總站部分通往翠屏道），行車時間的穩定性因而惡化。以瀝源方向為例，遷站後需多停六組交通燈號和兩個巴士站，且會駛經翠屏道一處上斜路段和協和街，均會造成巴士班次失準，往往令中途候車的乘客感到不滿。從另一角度看，這個改動可視為本線未來的客量增長點，因為當觀塘市中心重建完成後，將成為大型消閒活動中心區，實對本線發展有正面作用。
隨著近年觀塘道及彩虹一帶有更快捷前往沙田市中心的88及88X線，本線客量開始流失，加上服務將軍澳的城巴798線搶去本線和89X線的部分客源，以及港鐵屯馬綫全線通車，客量再度流失，九巴亦多次削減本路線班次，班次亦減少。

## 外部連結
- 九巴89線－九龍巴士 （页面存档备份，存于）
- 九巴89線－i-busnet.com （页面存档备份，存于）
- 九巴89線－681巴士總站 （页面存档备份，存于）
- 九巴89線詳細時間表 （页面存档备份，存于）